# Гжать
Гжать (Большая Гжать) — река в Тёмкинском и Гагаринском районах Смоленской области, правый приток Вазузы.
Выше места впадение Малой Гжати называется Большая Гжать.
Название балтийского происхождения, от gùžas ‘аист’.
Дно главным образом песчаное, берега сухие, заросшие в основном ивняком. Исток в 5 километрах к югу от деревни Покров, Гагаринского района Смоленской области. Прежде впадала в реку Вазуза. После постройки Вазузского водохранилища (1979—1981) впадает в Вазузское водохранилище в бывшем месте впадения Яузы в 46 км по руслу от прежнего устья. В устье Гжати образовался широкий разлив.
В настоящее время река является подпитывающей Вазузскую Гидротехническую систему, входящую в состав водоисточников города Москвы.
Современная длина реки составляет 67 км (113-46), прежняя площадь водосборного бассейна — 2370 км².
Была судоходна с 1705 по 1870 год. В Гжатске (сейчас Гагарин) была пристань.